# Erland Kops
Erland Kops (14. ledna 1937 – 18. února 2017) byl dánský badmintonista. Byl členem Københavns Badminton Klubu, pocházel ze sportovní rodiny (jeho strýc Poul Kops reprezentoval Dánsko v boxu na Letních olympijských hrách 1936). Pracoval ve firmě Det Østasiatiske Kompagni, zaměřené na obchod Dánska s Dálným východem. V roce 1959 se stal jako první Evropan vítězem mezinárodního mistrovství Thajska. Je historicky nejúspěšnějším hráčem All England Open Badminton Championships: vyhrál sedmkrát ve dvouhře (1958, 1960, 1961, 1962, 1963, 1965 a 1967) a čtyřikrát ve čtyřhře (1958, 1967, 1968 a 1969). Byl pětkrát mistrem Dánska ve dvouhře (1961, 1962, 1964, 1965, 1967) a čtyřikrát ve čtyřhře (1961, 1965, 1968, 1969). Na mistrovství Evropy v badmintonu získal ve čtyřhře stříbrnou medaili v roce 1970 s Henningem Borchem a bronzovou v roce 1972 s Elo Hansenem. Za dánskou badmintonovou reprezentaci odehrál 44 zápasů. Byl mezi prvními hráči zařazenými do Badminton Hall of Fame, v roce 1961 byl dánským sportovcem roku, obdržel vyznamenání Dannebrogordenens Hæderstegn.